# Puchar Hopmana
Puchar Hopmana – międzynarodowy drużynowy turniej tenisowy, odbywający się co roku na przełomie grudnia i stycznia w australijskim mieście Perth w stanie Australia Zachodnia. Uznawany jest za nieoficjalne mistrzostwa świata zespołów mieszanych.
W odróżnieniu od pozostałych drużynowych turniejów tenisowych, Pucharu Federacji – przeznaczonego wyłącznie dla kobiet i Pucharu Davisa, w którym walczą mężczyźni, reprezentacja kraju w Pucharze Hopmana składa się z jednej kobiety i jednego mężczyzny. W rywalizacji bierze udział osiem zespołów narodowych.
Startujące ekipy dzielone są na dwie grupy, w każdej po cztery zespoły. Cztery najlepsze drużyny zawodów (decydują singlowe rankingi WTA i ATP) zostają rozstawione. Tradycyjnie już w grupie A znajdują się rozstawieni z numerem pierwszym, a w grupie B – z numerem drugim. Następnie odbywa się faza grupowa, w której państwa rozgrywają pomiędzy sobą konfrontacje, złożone z meczu gry pojedynczej kobiet, meczu gry pojedynczej mężczyzn i meczu gry mieszanej. Przynajmniej dwa wygrane spotkania dają zwycięstwo w konfrontacji.
Po zakończeniu fazy grupowej zwycięzcy obydwu grup spotykają się w finale, gdzie również rozgrywają mecze pomiędzy sobą (minimum dwa konieczne do wygrania turnieju).
W przypadku, gdy zawodnik odniesie kontuzję w trakcie rozgrywania turnieju, może zostać zastąpiony przez swojego rodaka.
Do roku 2012 turniej odbywał się na twardych kortach obiektu Burswood Entertainment Complex w Perth. W roku 2013 Puchar Hopmana przeniósł się do nowo wybudowanego obiektu Perth Arena w Perth. Impreza zawarta jest w kalendarzu Międzynarodowej Federacji Tenisowej, a wyniki zawodników nie są wliczane do klasyfikacji WTA i ATP. Impreza stanowi swoiste otwarcie sezonu tenisowego, bowiem kilka dni po inauguracji Pucharu Hopmana na terenie Australii i Nowej Zelandii rusza tenisowy festiwal, złożony z kilkunastu turniejów zawodowych i ukoronowany wielkoszlemowym Australian Open w drugiej połowie stycznia.
Nazwa turnieju – Puchar Hopmana – nadana została na cześć wybitnego australijskiego tenisisty i trenera, Harry’ego Hopmana (1906–1985), który przyczynił się w znacznym stopniu do zdobycia przez kraj piętnastu tytułów Pucharu Davisa w latach 1938–1969.
Harry Hopman nie dożył pierwszej edycji imprezy, która odbyła się w 1989 roku. Do Australii przyjeżdżała jednak ze Stanów Zjednoczonych jego druga żona, Lucy. Miejscowi kibice pokochali ją, nadając jej przydomek „Queen of the Cup”.
Dyrektorem turnieju jest Australijczyk Paul McNamee, który miał duży udział w zainicjowaniu zawodów. Hopman Cup to pierwsza oficjalna impreza, w czasie której zastosowano popularny system Hawk-Eye, miało to miejsce na przełomie 2005 i 2006 roku, zwycięzcami zostali wówczas Amerykanie.
W 2020 roku turniej się nie odbył, gdyż został zastąpiony w kalendarzu tenisowym przez nowe męskie rozgrywki drużynowe – ATP Cup. Zarządzający ITF David Haggerty zapowiedział jednak, że rozgrywki mają powrócić w 2021 roku oraz poinformował o trwaniu poszukiwań nowej lokalizacji dla zawodów.
Kolejną edycję po czteroletniej przerwie rozegrano w lipcu 2023 roku na kortach ziemnych w Nicei. Kompleks tenisowy Nice Lawn Tennis Club miał być gospodarzem imprezy do 2027 roku.
W 2024 roku zawodów nie rozegrano ze względu na Igrzyska olimpijskie, a w 2025 roku turniej został rozegrany na kortach w centrum targowo-wystawienniczym Fiera del Levante w Bari.

## Zwycięskie ekipy
| Rok  | Mistrzowie                                              | Wynik                  | Finaliści                                              |
| 2025 | Kanada · Bianca Andreescu · Félix Auger-Aliassime       | 2–1                    | Włochy · Lucia Bronzetti · Flavio Cobolli              |
| 2024 | Zawodów nie rozgrywano                                  | Zawodów nie rozgrywano | Zawodów nie rozgrywano                                 |
| 2023 | Chorwacja · Donna Vekić · Borna Ćorić                   | 2–0                    | Szwajcaria · Céline Naef · Leandro Riedi               |
| 2022 | Zawodów nie rozgrywano                                  | Zawodów nie rozgrywano | Zawodów nie rozgrywano                                 |
| 2021 | Zawodów nie rozgrywano                                  | Zawodów nie rozgrywano | Zawodów nie rozgrywano                                 |
| 2020 | Zawodów nie rozgrywano                                  | Zawodów nie rozgrywano | Zawodów nie rozgrywano                                 |
| 2019 | Szwajcaria · Belinda Bencic · Roger Federer             | 2–1                    | Niemcy · Angelique Kerber · Alexander Zverev           |
| 2018 | Szwajcaria · Belinda Bencic · Roger Federer             | 2–1                    | Niemcy · Angelique Kerber · Alexander Zverev           |
| 2017 | Francja · Kristina Mladenovic · Richard Gasquet         | 2–1                    | Stany Zjednoczone · Coco Vandeweghe · Jack Sock        |
| 2016 | Australia · Darja Gawriłowa · Nick Kyrgios              | 2−0                    | Ukraina · Elina Switolina · Ołeksandr Dołhopołow       |
| 2015 | Polska · Agnieszka Radwańska · Jerzy Janowicz           | 2−1                    | Stany Zjednoczone · Serena Williams · John Isner       |
| 2014 | Francja · Alizé Cornet · Jo-Wilfried Tsonga             | 2−1                    | Polska · Agnieszka Radwańska · Grzegorz Panfil         |
| 2013 | Hiszpania · Anabel Medina Garrigues · Fernando Verdasco | 2−1                    | Serbia · Ana Ivanović · Novak Đoković                  |
| 2012 | Czechy · Petra Kvitová · Tomáš Berdych                  | 2−0                    | Francja · Marion Bartoli · Richard Gasquet             |
| 2011 | Stany Zjednoczone · Bethanie Mattek-Sands · John Isner  | 2−1                    | Belgia · Justine Henin · Ruben Bemelmans               |
| 2010 | Hiszpania · María José Martínez Sánchez · Tommy Robredo | 2−1                    | Wielka Brytania · Laura Robson · Andy Murray           |
| 2009 | Słowacja · Dominika Cibulková · Dominik Hrbatý          | 2−0                    | Rosja · Dinara Safina · Marat Safin                    |
| 2008 | Stany Zjednoczone · Serena Williams · Mardy Fish        | 2−1                    | Serbia · Jelena Janković · Novak Đoković               |
| 2007 | Rosja · Nadieżda Pietrowa · Dmitrij Tursunow            | 2−0                    | Hiszpania · Anabel Medina Garrigues · Tommy Robredo    |
| 2006 | Stany Zjednoczone · Lisa Raymond · Taylor Dent          | 2−1                    | Holandia · Michaëlla Krajicek · Peter Wessels          |
| 2005 | Słowacja · Daniela Hantuchová · Dominik Hrbatý          | 3−0                    | Argentyna · Gisela Dulko · Guillermo Coria             |
| 2004 | Stany Zjednoczone · Lindsay Davenport · James Blake     | 2−1                    | Słowacja · Daniela Hantuchová · Karol Kučera           |
| 2003 | Stany Zjednoczone · Serena Williams · James Blake       | 3−0                    | Australia · Alicia Molik · Lleyton Hewitt              |
| 2002 | Hiszpania · Arantxa Sánchez Vicario · Tommy Robredo     | 2−1                    | Stany Zjednoczone · Monica Seles · Jan-Michael Gambill |
| 2001 | Szwajcaria · Martina Hingis · Roger Federer             | 2−1                    | Stany Zjednoczone · Monica Seles · Jan-Michael Gambill |
| 2000 | Południowa Afryka · Amanda Coetzer · Wayne Ferreira     | 3−0                    | Tajlandia · Tamarine Tanasugarn · Paradorn Srichaphan  |
| 1999 | Australia · Jelena Dokić · Mark Philippoussis           | 2−1                    | Szwecja · Åsa Carlsson · Jonas Björkman                |
| 1998 | Słowacja · Karina Habšudová · Karol Kučera              | 2−1                    | Francja · Mary Pierce · Cédric Pioline                 |
| 1997 | Stany Zjednoczone · Chanda Rubin · Justin Gimelstob     | 2−1                    | Południowa Afryka · Amanda Coetzer · Wayne Ferreira    |
| 1996 | Chorwacja · Iva Majoli · Goran Ivanišević               | 2−1                    | Szwajcaria · Martina Hingis · Marc Rosset              |
| 1995 | Niemcy · Anke Huber · Boris Becker                      | 2−1                    | Ukraina · Natalija Medwediewa · Andrij Medwediew       |
| 1994 | Czechy · Jana Novotná · Petr Korda                      | 2−1                    | Niemcy · Anke Huber · Bernd Karbacher                  |
| 1993 | Niemcy · Steffi Graf · Michael Stich                    | 2−1                    | Hiszpania · Arantxa Sánchez Vicario · Emilio Sánchez   |
| 1992 | Szwajcaria · Manuela Maleewa-Fragniere · Jakob Hlasek   | 2−1                    | Czechosłowacja · Helena Suková · Karel Nováček         |
| 1991 | Jugosławia · Monica Seles · Goran Prpić                 | 3−0                    | Francja · Zina Garrison · David Wheaton                |
| 1990 | Hiszpania · Arantxa Sánchez Vicario · Emilio Sánchez    | 2−1                    | Stany Zjednoczone · Pam Shriver · John McEnroe         |
| 1989 | Czechosłowacja · Helena Suková · Miloslav Mečíř         | 2−0                    | Australia · Hana Mandlíková · Pat Cash                 |